# Yuhuangmiao (socken i Kina, Henan, lat 33,04, long 114,63)
Yuhuangmiao (kinesiska: 玉皇庙, 玉皇庙乡) är en socken i Kina. Den ligger i provinsen Henan, i den centrala delen av landet, omkring 210 kilometer sydost om provinshuvudstaden Zhengzhou. Antalet invånare är 33 851. Befolkningen består av 17 172 kvinnor och 16 679 män. Barn under 15 år utgör 22,0 %, vuxna 15-64 år 67 %, och äldre över 65 år 9,0 %.
Genomsnittlig årsnederbörd är 1 147 millimeter. Den regnigaste månaden är augusti, med i genomsnitt 232 mm nederbörd, och den torraste är januari, med 18 mm nederbörd.